# Léon Rom
Léon Rom, nascut a Mons el 1861 i mort a Brussel·les el 1924, fou un militar ornitòleg i paisatgista belga, que va ser comissari del districte de Matadi a l'Estat Lliure del Congo, i després cap de l'exèrcit de la Force Publique.
Procedent d'una família pobra, es va allistar a l'exèrcit belga a l'edat de 16 anys. A l'edat de 25 anys, el 1886, va marxar al Congo a la recerca d'aventures. Nomenat comissari de districte a Matadi, es quedarà sobretot en memòria com un dels oficials més bàrbars de la Força Pública de Leopold II de Bèlgica. Rom va participar en massacres de nombroses ètnies congoleses.
Sota la seva direcció, els agents tenien permís per matar els africans amb l'excusa de qualssevol infraccions menors, fins al punt que tenia una forca permanentment muntada, i Rom pagava els seus soldats perquè li portessin el cap dels enemics després del combat; aquests caps envoltaven la seva residència de Stanleyville.
Segons Adam Hochschild, Rom és una de les persones reals que podria haver inspirat a Joseph Conrad el personatge de "Kurtz" per a la seva novel·la El cor de les tenebres.